# 1990-es Formula–1 amerikai nagydíj
Az amerikai nagydíj volt az 1990-es Formula–1 világbajnokság szezonnyitó futama. Március 11-én rendezték az arizonai Phoenixben.

## A futam
Az amerikai nagydíj első versenyt az Phoenixben tartották. Az időmérő edzésen váratlan eső érkezett, amely ahhoz vezetett, hogy Gerhard Bergeré lett az első hely Pierluigi Martini Minardija, Andrea de Cesaris Dallarája és Jean Alesi Tyrrellje előtt. Senna az ötödik, Piquet a hatodik helyre kvalifikálta magát.
A rajtnál a negyedik helyről induló Alesi vette át a vezetést Bergertől. Az osztrák lemaradt, majd visszaesett a mezőnyben. Senna megelőzte de Cesarist, míg Berger a 9. körben a falnak ütközött, emiatt ki kellett állnia szerelőihez. Visszatérése után kuplungprobléma miatt kiesett. Alesi már 8,2 másodperc előnnyel vezetett, de Senna ledolgozta hátrányát. A 34. kör első kanyarjában megelőzte, de a francia azonnal visszavette a vezető helyet. A brazil a következő körben ismét ugyanott előzte meg, és ezúttal meg is tudta tartani a vezetést, majd győzött. Mögöttük, Thierry Boutsen megelőzte Piquet-t a harmadik helyért, Stefano Modena ötödik, Nakadzsima hatodik lett.
| Helyezés | Versenyző          | Csapat/Motor          | Idő      | Különbség  |
| -------- | ------------------ | --------------------- | -------- | ---------- |
| 1        | Roberto Moreno     | Euro Brun-Judd        | 1:32,292 | –          |
| 2        | Éric Bernard       | Larrousse-Lamborghini | 1:32,711 | + 0,419    |
| 3        | Olivier Grouillard | Osella-Ford           | 1:33,181 | + 0,889    |
| 4        | Szuzuki Aguri      | Larrousse-Lamborghini | 1:33,331 | + 1,039    |
| NeK      | Gabriele Tarquini  | AGS-Ford              | 1:35,420 | + 3,128    |
| NeK      | Yannick Dalmas     | AGS-Ford              | 1:35,481 | + 3,189    |
| NeK      | Claudio Langes     | Euro Brun-Judd        | 1:37,399 | + 5,107    |
| NeK      | Gary Brabham       | Life                  | 2:07,147 | + 34,855   |
| NeK      | Bertrand Gachot    | Coloni-Subaru         | 5:15,010 | + 3:42,718 |

## Időmérő edzés
| Helyezés | Versenyző          | Csapat/Motor          | Idő        | Különbség |
| -------- | ------------------ | --------------------- | ---------- | --------- |
| 1        | Gerhard Berger     | McLaren-Honda         | 1:28.664   | –         |
| 2        | Pierluigi Martini  | Minardi-Ford          | 1:28.731   | + 0,067   |
| 3        | Andrea de Cesaris  | Dallara-Ford          | 1:29.019   | + 0,355   |
| 4        | Jean Alesi         | Tyrrell-Ford          | 1:29.408   | + 0,744   |
| 5        | Ayrton Senna       | McLaren-Honda         | 1:29.431   | + 0,767   |
| 6        | Nelson Piquet      | Benetton-Ford         | 1:29.862   | + 1,198   |
| 7        | Alain Prost        | Ferrari               | 1:29.910   | + 1,246   |
| 8        | Olivier Grouillard | Osella-Ford           | 1:29.947   | + 1,283   |
| 9        | Thierry Boutsen    | Williams-Renault      | 1:30.059   | + 1,395   |
| 10       | Stefano Modena     | Brabham-Judd          | 1:30.127   | + 1,463   |
| 11       | Nakadzsima Szatoru | Tyrrell-Ford          | 1:30.130   | + 1,466   |
| 12       | Riccardo Patrese   | Williams-Renault      | 1:30.213   | + 1,549   |
| 13       | Nicola Larini      | Ligier-Ford           | 1:30.424   | + 1,760   |
| 14       | Paolo Barilla      | Minardi-Ford          | 1:31.194   | + 2,530   |
| 15       | Éric Bernard       | Larrousse-Lamborghini | 1:31.226   | + 2,562   |
| 16       | Roberto Moreno     | Euro Brun-Judd        | 1:31.247   | + 2,583   |
| 17       | Nigel Mansell      | Ferrari               | 1:31.363   | + 2,699   |
| 18       | Szuzuki Aguri      | Larrousse-Lamborghini | 1:31.414   | + 2,750   |
| 19       | Martin Donnelly    | Lotus-Lamborghini     | 1:31.650   | + 2,986   |
| 20       | Bernd Schneider    | Arrows-Ford           | 1:31.892   | + 3,228   |
| 21       | Michele Alboreto   | Arrows-Ford           | 1:31.948   | + 3,284   |
| 22       | Alessandro Nannini | Benetton-Ford         | 1:31.984   | + 3,320   |
| 23       | Gregor Foitek      | Brabham-Judd          | 1:32.398   | + 3,734   |
| 24       | Derek Warwick      | Lotus-Lamborghini     | 1:32.400   | + 3,736   |
| 25       | Maurício Gugelmin  | Leyton House-Judd     | 1:32.904   | + 4,240   |
| 26       | Ivan Capelli       | Leyton House-Judd     | 1:33.044   | + 4,380   |
| NK       | Stefan Johansson   | Onyx-Ford             | 1:33.468   | + 4,804   |
| NK       | Gianni Morbidelli  | Dallara-Ford          | 1:34.292   | + 5,628   |
| NK       | Jyrki Järvilehto   | Onyx-Ford             | Idő nélkül |           |
| Kiz*     | Philippe Alliot    | Ligier-Ford           | 1:31.664   | + 3,000   |

* Philippe Alliot-t az időmérő edzés után kizárták, mert a pénteki edzésen külső segítséget vett igénybe a boxutcán kívül.

## Futam
| Helyezés | Rajtszám | Versenyző          | Csapat/Motor          | Futott kör | Idő/Kiesés oka  | Rajthely | Pont |
| -------- | -------- | ------------------ | --------------------- | ---------- | --------------- | -------- | ---- |
| 1        | 27       | Ayrton Senna       | McLaren-Honda         | 72         | 1h52:32,829     | 5        | 9    |
| 2        | 4        | Jean Alesi         | Tyrrell-Ford          | 72         | + 8,685         | 4        | 6    |
| 3        | 5        | Thierry Boutsen    | Williams-Renault      | 72         | + 54,080        | 9        | 4    |
| 4        | 20       | Nelson Piquet      | Benetton-Ford         | 72         | + 1:08,358      | 6        | 3    |
| 5        | 8        | Stefano Modena     | Brabham-Judd          | 72         | + 1:09,503      | 10       | 2    |
| 6        | 3        | Nakadzsima Szatoru | Tyrrell-Ford          | 71         | + 1 kör         | 11       | 1    |
| 7        | 23       | Pierluigi Martini  | Minardi-Ford          | 71         | + 1 kör         | 2        |      |
| 8        | 29       | Éric Bernard       | Larrousse-Lamborghini | 71         | + 1 kör         | 15       |      |
| 9        | 6        | Riccardo Patrese   | Williams-Renault      | 71         | + 1 kör         | 12       |      |
| 10       | 9        | Michele Alboreto   | Arrows-Ford           | 70         | + 2 kör         | 21       |      |
| 11       | 19       | Alessandro Nannini | Benetton-Ford         | 70         | + 2 kör         | 22       |      |
| 12       | 10       | Bernd Schneider    | Arrows-Ford           | 70         | + 2 kör         | 20       |      |
| 13       | 33       | Roberto Moreno     | Euro Brun-Judd        | 67         | + 5 kör         | 16       |      |
| 14       | 15       | Maurício Gugelmin  | Leyton House-Judd     | 66         | + 6 kör         | 25       |      |
| Ki       | 24       | Paolo Barilla      | Minardi-Ford          | 54         | Fizikai állapot | 14       |      |
| Ki       | 30       | Szuzuki Aguri      | Larrousse-Lamborghini | 53         | Fékhiba         | 18       |      |
| Ki       | 2        | Nigel Mansell      | Ferrari               | 49         | Kuplunghiba     | 17       |      |
| Ki       | 28       | Gerhard Berger     | McLaren-Honda         | 44         | Kuplunghiba     | 1        |      |
| Ki       | 7        | Gregor Foitek      | Brabham-Judd          | 39         | Baleset         | 23       |      |
| Ki       | 14       | Olivier Grouillard | Osella-Ford           | 39         | Ütközés         | 8        |      |
| Ki       | 22       | Andrea de Cesaris  | Dallara-Ford          | 25         | Motorhiba       | 3        |      |
| Ki       | 1        | Alain Prost        | Ferrari               | 21         | Olajszivárgás   | 7        |      |
| Ki       | 16       | Ivan Capelli       | Leyton House-Judd     | 20         | Elektronika     | 26       |      |
| Ki       | 11       | Derek Warwick      | Lotus-Lamborghini     | 6          | Váltóhiba       | 24       |      |
| Ki       | 25       | Nicola Larini      | Ligier-Ford           | 4          | Gázadagoló      | 13       |      |
| Ni       | 12       | Martin Donnelly    | Lotus-Lamborghini     | 0          | Váltóhiba       | 19       |      |
| Kiz      | 26       | Philippe Alliot    | Ligier-Ford           |            |                 |          |      |
| NK       | 35       | Stefan Johansson   | Onyx-Ford             |            |                 |          |      |
| NK       | 21       | Gianni Morbidelli  | Dallara-Ford          |            |                 |          |      |
| NK       | 36       | Jyrki Järvilehto   | Onyx-Ford             |            |                 |          |      |
| NeK      | 17       | Gabriele Tarquini  | AGS-Ford              |            |                 |          |      |
| NeK      | 18       | Yannick Dalmas     | AGS-Ford              |            |                 |          |      |
| NeK      | 34       | Claudio Langes     | Euro Brun-Judd        |            |                 |          |      |
| NeK      | 39       | Gary Brabham       | Life                  |            |                 |          |      |
| NeK      | 31       | Bertrand Gachot    | Coloni-Ford           |            |                 |          |      |

## Statisztikák
- Vezető helyen:
- Jean Alesi: 34 (1–34)
- Ayrton Senna: 38 (35–72)

Ayrton Senna 21. győzelme, Gerhard Berger 5. pole-pozíciója, 10. leggyorsabb köre.
- McLaren 81. győzelme.

Gianni Morbidelli és Gary Brabham első versenye.